# Anna Lesko
Anna Lesko (született Hanna Sztepanyivna Lizsicsko, ukránul: Ганна Степанівна Лижичко; Chișinău, 1979. január 10. –) román popénekesnő.

## Pályafutása
A moldovai Chișinăuban született orosz (ukrán) származású családban. Később Romániába utazott, és az ország szépségétől lenyűgözve úgy döntött, hogy odaköltözik. Bukarestben sikerült befejeznie jogi tanulmányait, később pedig zenei karrierbe kezdett. Első albumát 2002-ben adta ki. Azóta népszerű énekesként ismertté vált Romániában, több dala eljutott Románia legjobb tízébe. Egyik sikere az Anicyka Maya című sláger volt, amely több mint egy hónapig a második maradt a román top 100-ban.
Az éneklés mellett fest is.

## Diszkográfia

### Albumok
- 2002 - Flăcări
- 2003 - Inseparabili
- 2004 - Pentru Tine
- 2006 - Ispita
- 2007 - 24
- 2010 - Jocul Seducţiei

### Kislemezek
- "Ard în Flăcări" (2002)
- "Inseparabili" (2003)
- "Inocenta"
- "Pentru Tine" (2004)
- "Nu Mai Am Timp" (2004)
- "Anicyka Maya" (2005)
- "24"
- "1001 Dorinţe" (2007)
- "Balalaika" (2009)
- "Wake Up" (2011)
- "Go Crazy" (Featuring Gilberto) (2012)
- "Ia-mă" (2012)
- "Leagănă barca" (2013)
- "Foc şi scrum" (2014)
- "So Sexy" (Featuring Vova) (2015)
- "Down Down/Habibi" (Featuring Vova) (2015)
- "Ivanko" (Featuring Culita Sterp) (2020)